# Llangeinor
Llangeinor är en by i Bridgend i Wales. Byn är belägen 7 km 
från Bridgend. Orten har 990 invånare (2016).